# Maggie Q
Margaret Denise Quigley (født 22. maj 1979), professionelt kendt som Maggie Q, er en amerikansk skuespiller og model.

## Filmografi
| År   | Titel                                      | Rolle          | Noter                                              |
| ---- | ------------------------------------------ | -------------- | -------------------------------------------------- |
| 2000 | Model from Hell                            | Anna           | kinesisk: 鬼名模                                   |
| 2000 | Jackie Chan Presents: Metal Mayhem         | Jane Quigley   | kinesisk: 特警新人類2                              |
| 2001 | Manhattan Midnight                         | Susan/Hope     |                                                    |
| 2001 | Rush Hour 2                                | Pige i bil     |                                                    |
| 2002 | Naked Weapon                               | Charlene Ching | kinesisk: 赤裸特工                                 |
| 2003 | The Trouble-Makers                         | Miss Clary     | kinesisk: 一屋兩火                                 |
| 2004 | Magic Kitchen                              | May            | kinesisk: 魔幻厨房                                 |
| 2004 | Jorden rundt i 80 dage                     | Kvinde Agent   |                                                    |
| 2004 | Rice Rhapsody                              | Gigi           | kinesisk: 海南雞飯                                 |
| 2005 | Taped                                      | Maggie         | kortfilm                                           |
| 2005 | Earthlings                                 |                | Dokumentar; co-producer                            |
| 2005 | Dragon Squad                               | Yuet           | kinesisk: 猛龍                                     |
| 2005 | House of Harmony                           | Harmony        | tv-film                                            |
| 2006 | Mission: Impossible III                    | Zhen Lei       | Asian Excellence Award for Supporting Film Actress |
| 2007 | The Counting House                         | Jade           |                                                    |
| 2007 | Live Free or Die Hard                      | Mai Linh       |                                                    |
| 2007 | Balls of Fury                              | Maggie Wong    |                                                    |
| 2008 | Three Kingdoms: Resurrection of the Dragon | Cao Ying       | kinesisk: 三國之見龍卸甲                           |
| 2008 | Deception                                  | Tina           |                                                    |
| 2008 | New York, I Love You                       | Janice Taylor  | Segment "Yvan Attal"                               |
| 2009 | The Warrior and the Wolf                   | Harran Woman   | kinesisk: 狼灾记                                   |
| 2010 | Operation: Endgame                         | High Priestess |                                                    |
| 2010 | The King of Fighters                       | Mai Shiranui   |                                                    |
| 2011 | Priest                                     | Priestess      |                                                    |
| 2014 | Divergent                                  | Tori Wu        |                                                    |
| 2014 | Unity                                      | Narrator       | Dokumentar                                         |
| 2015 | The Divergent Series: Insurgent            | Tori Wu        | I post-production                                  |
| 2015 | A Conspiracy on Jekyll Island              |                | I post-production                                  |

| År        | Titel               | Rolle                      | Noter                    |
| --------- | ------------------- | -------------------------- | ------------------------ |
| 1998      | House of the Dragon | Devine                     | Ukendte episoder         |
| 2010–13   | Nikita              | Nikita                     | Hovedperson; 73 episoder |
| 2012      | Young Justice       | Wonder Woman               | Stemme; 2 episoder       |
| 2014 – Nu | Stalker             | Beth Davis/Michelle Webber | Hovedperson              |

| År   | Titel                      | Rolle      |
| ---- | -------------------------- | ---------- |
| 2008 | Need for Speed: Undercover | Chase Linh |